# MiKTeX
MiKTeX是一種Microsoft Windows系統上運行的文字處理系統，由Christian Schenk開發。
MiKTeX包含了TeX及其相關程序。MiKTeX提供了文字處理所需的工具，這些工具是以TeX/LaTeX標誌語言所構成的。而MiKTeX上提供一個簡易的文字編輯器：TeXworks。
MiKTeX可藉由下載新的程式碼與宏包完成更新，而MiKTeX的安裝程序相當容易。目前MiKTeX的版本為2.9，安裝檔可在其本頁取得。自2.7版開始，MiKTeX已支援XeTeX、MetaPost以及pdfTeX，並且相容於Windows、Linux以及macOS。